# Calaphis magnoliae
Calaphis magnoliae är en insektsart. Calaphis magnoliae ingår i släktet Calaphis och familjen långrörsbladlöss. Inga underarter finns listade i Catalogue of Life.